# Karel Vovorský
Karel Vovorský (* 1938) je bývalý český fotbalový záložník a mládežnický reprezentant Československa.

## Hráčská kariéra
V československé lize hrál za Duklu Pardubice (během základní vojenské služby) a Dynamo Praha (dobový název Slavie), aniž by skóroval.

### Reprezentace
Za juniorskou reprezentaci nastoupil ve dvou utkáních, v prvním z nich se mu podařilo jednou skórovat. Debutoval v neděli 4. října 1959 v Görlitzu proti juniorské reprezentaci Východního Německa (nerozhodně 1:1), naposled reprezentoval ve středu 28. října téhož roku v Amsterdamu proti juniorské reprezentaci Nizozemska (nerozhodně 3:3).

### Prvoligová bilance
| Ročník             | Zápasy | Góly | Minuty | Klub                |
| ------------------ | ------ | ---- | ------ | ------------------- |
| I. liga 1957/58    | 3      | 0    | 270    | VTJ Dukla Pardubice |
| I. liga 1958/59    | 20     | 0    | 1 646  | VTJ Dukla Pardubice |
| I. liga 1959/60    | 5      | 0    | 450    | VTJ Dukla Pardubice |
| I. liga 1959/60    | 10     | 0    | 900    | TJ Dynamo Praha     |
| CELKEM I. ČS. LIGA | 38     | 0    | 3 266  |                     |